# ゴールド・スター・スタジオ
ゴールド・スター・スタジオ（Gold Star Studio）は、ハリウッドにあるレコーディング・スタジオ。
デヴィッド・S・ゴールドとスタン・ロスによって設立され、1950年にハリウッドのサンタモニカ・ブールバード6252にオープンした。

## 概要
大編成のバンドを狭いスタジオで一発録音することで作られた重厚な音は、当時としては非常に斬新なもので「ウォール・オブ・サウンド」と呼ばれた。
パリス・シスターズやザ・ロネッツ、ジョン・レノンなどのミュージシャンの録音をプロデュースしたフィル・スペクターが頻繁に使用した。
設備に反響効果の高いエコー・チェンバーをもち、現在で言うリバーブ効果にこだわったサウンドは、多重録音と間違われているが、ピアノ、ベース、ギターなどの演奏者をそれぞれ複数集め、ユニゾンで弾かせることで音量、音圧、音の幅や奥行きを得、重相感を出していた。その層になった伴奏楽器群の音の壁からボーカルが浮き出て飛び出す感じが、ウォール・オブ・サウンドのいわれである。後にブライアン・ウィルソンがザ・ビーチ・ボーイズの録音をここで行っている。

## ゴールド・スター・スタジオで録音制作された有名なヒット曲
ザ・ロネッツの「ビー・マイ・ベイビー」、ザ・ビーチ・ボーイズの「グッド・ヴァイブレーション」、ラモーンズの「思い出のロックンロール・ラジオ」、アイク&ティナ・ターナーの「リヴァー・ディープ・マウンテン・ハイ」ほか、多数のグラミー賞受賞ヒット曲を送り出している。

## 録音で使用した音楽家
リッチー・ヴァレンス、エディ・コクラン、ヒュー・マセケラ、チップマンクス、チャンプス、カスケーズ、ボビー・トゥループ、フィル・スペクター、レイ・バスケス、ダーレン・ラヴ、ドナ・ローレン、デラニー・ブラムレット、ライザ・ミネリ、ブライアン・ウィルソン、ソニー&シェール、ドビー・グレイ、ビリー・ストレンジ、ローズ・ガーデン、マール・ハガード、モダン・フォーク・カルテット、バッファロー・スプリングフィールド、ザ・シーズ、デュアン・エディ、ジミ・ヘンドリックス、ニール・ヤング、ザ・ロネッツ、ディック・デイル、ザ・ソニックス、ライチャス・ブラザーズ、アイク&ティナ・ターナー、ジャッキー・デシャノン、ウィリアム・シャトナー、アイアン・バタフライ、ブラック・オーク・アーカンソー、ジョー・コッカー、レオン・ラッセル、フェアポート・コンヴェンション、ハーブ・アルパート & ティファナ・ブラス、ジャン&ディーン、ドクター・ジョン、ディック・アンド・ディー・ディー、ジョーン・ジェット、シェリー・カーリー、ミートローフ、グラム・パーソンズ、マーメイズ、ザ・ロッキン・ラムロッズ、キム・フォーリー、サンレイズ、バハ・マリンバ・バンド、タートルズ、ボビー・ダーリン、ザ・ケーキ、ザ・フー、モンキーズ、トミー・ボイス、ザ・バンド、ゴーゴーズ、ラモーンズ、フレイミン・グルーヴィーズ、ブロンディ、ダン・ハートマン、ゲイリー・ニューマン、レッグス・ダイアモンド、レッド・ツェッペリン、ハーブ・ジェフリーズ、アソシエイション、アート・ガーファンクル、ニール・ノーマン、レナード・コーエン、ボブ・ディラン、モーリス・ギブなど。

## 参考出典
TRIBUTES TO GOLD STAR STUDIOS
MUSIC NEWS　BY HARVEY KUBERNIK　https://www.musicconnection.com/tributes-gold-star-studios/